# بي جي وودهاوس
السير بيلهام غرينفيل وودهاوس (بالإنجليزية: Sir Pelham Grenville Wodehouse)‏ (15 أكتوبر 1881 - 14 فبراير 1975): مؤلف إنجليزي وواحد من أكثر الكتّاب الفكاهيين شهرةً على نطاق واسع في القرن العشرين. وُلد في غلدفورد، الابن الثالث لقاضٍ بريطاني مقيم في هونغ كونغ، أمضى وودهاوس سنوات مراهقة سعيدة في كلية دولويتش. بعد مغادرته المدرسة، عمل في أحد البنوك لكنه لم يُعجب بالعمل وانتقل إلى الكتابة في وقت فراغه. كانت رواياته في البداية في الغالب قصصًا مدرسية، لكنه تحول فيما بعد إلى الخيال الكوميدي، وخلق العديد من الشخصيات العادية التي أصبحت مألوفة للجمهور على مر السنين.
تدور أحداث معظم روايات وودهاوس في إنجلترا، على الرغم من أنه عاش معظم حياته في الولايات المتحدة، استخدم أيضًا نيويورك وهوليوود لبعض رواياته وقصصه القصيرة. كتب سلسلة من الكوميديا الموسيقية لبرودواي في أثناء الحرب العالمية الأولى وبعدها، مع غي بولتون وجيروم كيرن، التي لعبت دورًا مهمًا في تطوير المسرح الموسيقي الأمريكي. بدأ في الثلاثينيات من القرن الماضي بالكتابة لشركة مترو غولدوين ماير في هوليوود.
انتقل وودهاوس إلى فرنسا في عام 1934 لأسباب متعلقة بالضرائب؛ في عام 1940، سُجن في لو توكيه من قبل الغزاة الألمان وبقي لمدة عام تقريبًا. بعد إطلاق سراحه قدم برامج عبر الإذاعة الألمانية في برلين. كانت المحادثات هزلية وغير سياسية، لكن بثه عبر إذاعة العدو أثار الغضب والجدل الحاد في بريطانيا، وكاد أن يواجه خطر المحاكمة. لم يعد وودهاوس أبدًا إلى إنجلترا. وعاش من عام 1947 حتى وفاته في الولايات المتحدة، وحصل على الجنسية البريطانية الأمريكية المزدوجة في عام 1955. كان كاتبًا غزير الإنتاج طوال حياته، ونشر أكثر من تسعين كتابًا وأربعين مسرحية ومئتي قصة قصيرة ومقالات أخرى.
عمل وودهاوس بجد على كتبه، وكان لديه في بعض الأحيان كتابان أو أكثر قيد الإعداد في وقت واحد. وكان يستغرق مدة عامين تقريبًا لكتابة سيناريو من ثلاثين ألف كلمة وبناء حبكة. وبعد اكتمال السيناريو، يبدأ بكتابة القصة. وفي بدايات حياته المهنية، كان ينتج رواية في غضون ثلاثة أشهر، لكنها أصبحت تستغرق معه في الشيخوخة نحو ستة أشهر. استخدم مزيجًا من اللغات، والاقتباسات والتلميحات للعديد من الشعراء، بالإضافة إلى العديد من التقنيات الأدبية لإنتاج أسلوب النثر الذي قارنه النقاد بالشعر الهزلي والكوميديا الموسيقية. انتقد البعض أعمال وودهاوس، لكن في المقابل أُعجب بأعماله العديد من رؤساء الوزراء البريطانيين والعديد من زملائه الكتاب.

## حياته ومهنته

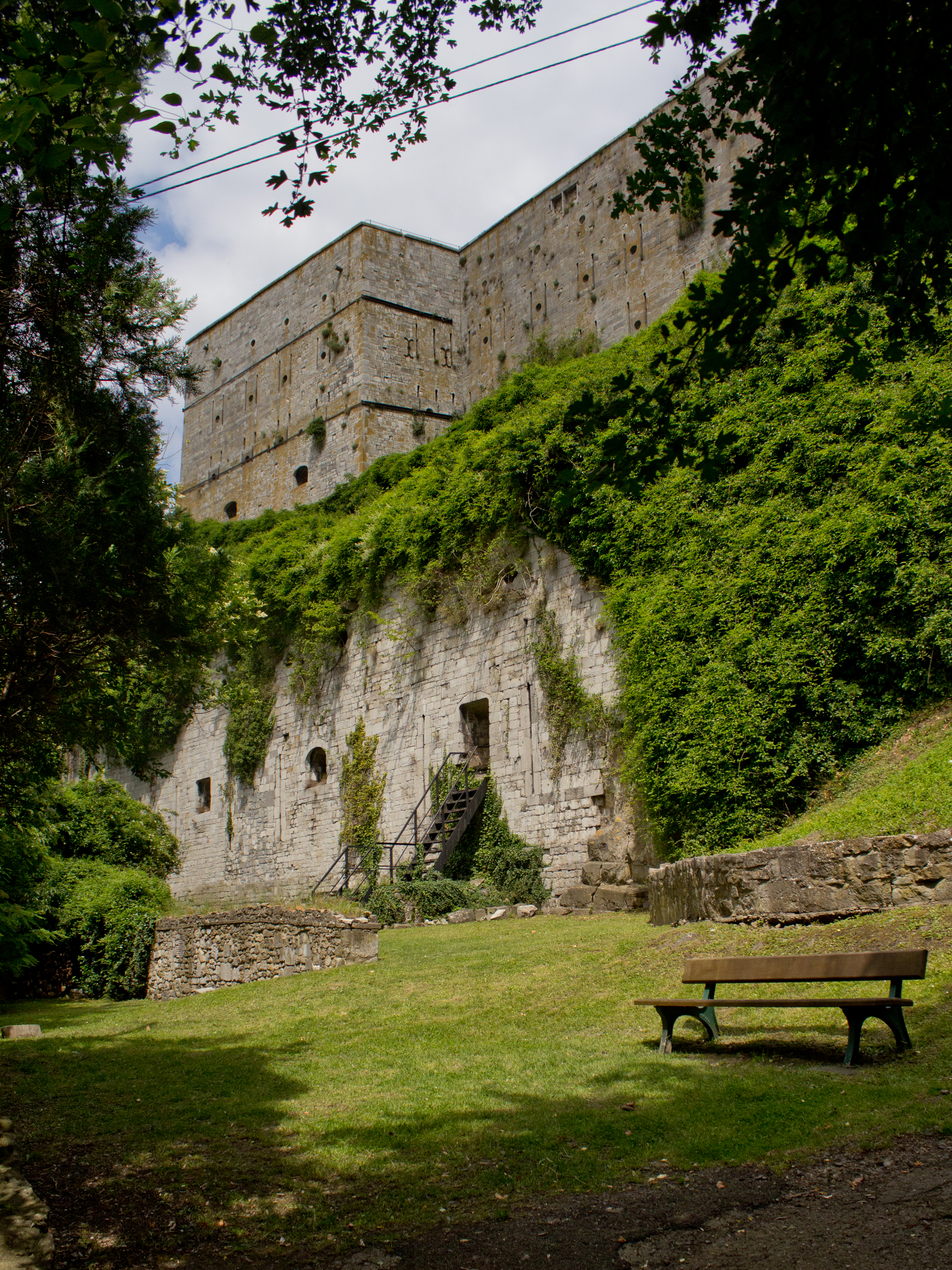
قلعة هوي، حيث سُجن وودهاوس في عام 1940

### سنواته الأولى
وُلد وودهاوس في غلدفورد، الابن الثالث لهنري إرنست وودهاوس (1845–1929)، قاضٍ مقيم في المستعمرة البريطانية في هونغ كونغ، وزوجته، إليانور (1861–1941)، ابنة القس جون باتهورست دين. تعود أصول وودهاوس الأب إلى عائلة إيرل كيمبرلي من القرن الثالث عشر. كانت إليانور وودهاوس أيضًا من أصول أرستقراطية قديمة.
أبحرت الأم والابن إلى هونغ كونغ، وهناك ترعرع مع إخوته بيفريل (1877–1951) وأرمين (1879-1936). وعندما كان في الثانية من عمره، ذهب مع إخوته إلى إنجلترا، ووُضعوا تحت رعاية مربية إنجليزية في منزل مجاور لمنزل والديه. بينما عاد والداه إلى هونغ كونغ. كان هذا الوضع طبيعيًا بالنسبة لعائلات الطبقة المتوسطة المتمركزة في المستعمرات. ترك نقص التواصل الأبوي، والنظام القاسي ندوبًا عاطفية دائمة على العديد من الأطفال من خلفيات متشابهة، بما في ذلك الكتّاب: وليم ثاكري وساكي وهيو والبول وروديارد كبلينغ.
كان وودهاوس أكثر حظًا؛ إذ كانت مربية الأطفال المسؤولة عنه، إيما روبر، صارمة ولكنها ليست قاسية، وقد عاش معها طفولة سعيدة بشكل عام. يشير كاتب سيرة حياته روبرت ماكروم إلى أن ابتعاد وودهاوس عن والديه ترك عليه آثار نفسية، ما جعله يتجنب الانخراط العاطفي في الحياة وفي أعماله. وكتب فرانسيس دونالدسون، «لقد حُرِم في وقت مبكر جدًا، ليس فقط من حب الأم، وإنما أيضًا من الحياة المنزلية وحتى الخلفية المستقرة، فقد عزل وودهاوس نفسه من سن صغير في عالم خيالي خاص به».
أُرسل الإخوة في عام 1886 إلى مدرسة خاصة في كرويدون، وأمضوا فيها ثلاث سنوات. ثم نُقل الأولاد الثلاثة إلى كلية إليزابيث في جزيرة غيرنسي. وفي عام 1891، ذهب وودهاوس إلى مدرسة مالفرن هاوس الإعدادية التحضيرية في كنت، التي ركزت على إعداد تلاميذها للدخول إلى البحرية الملكية البريطانية. كان والده قد خطط له مسبقًا ليعمل مهنة بحرية. لم يكن وودهاوس متأثرًا بالمنهاج المدرسي المحدود، وقد سخر من ذلك لاحقًا في رواياته؛ لقد كنت طالبًا في «سجن … لكن مع مظهر خارجي لمدرسة إعدادية» تسمى مالفرن هاوس.

### مصرفيّ متردد؛ كاتب ناشئ: 1900-1908
توقع وودهاوس أن يذهب مع أخوه أرمين إلى جامعة أكسفورد، لكن الأمور المالية للعائلة أخذت منعطفاً نحو الأسوأ في ذلك الوقت. وبدلاً من المهنة الجامعية، كان وودهاوس في سبتمبر من عام 1900 منخرطًا في منصب موظف عادي في مكتب لندن لهونغ كونغ وبنك شنغهاي. لكنه شعر أنه غير مناسب لهذا العمل. وكتب لاحقًا رواية مضحكة عن تجاربه في البنك، إذ كان يتوق إلى نهاية كل يوم عمل، حتى يتمكن من العودة إلى مسكنه المستأجر في تشيلسي والكتابة. ركز في البداية على كتابة مقالات حول الرياضة المدرسية لمجلة بابليك سكول. وفي تشرين الثاني/نوفمبر من عام 1900، نُشرت أول أعماله الكوميدية «الرجال الذين فقدوا حفلات الزفاف الخاصة بهم». قدّمت مجلة جديدة للأطفال، الكابتن، المزيد من فرص الكتابة بأجر جيد، وخلال عامين من عمله في البنك، نشر وودهاوس 80 مقالة في تسع مجلات.
حصل وودهاوس في عام 1901، بمساعدة ويليام بيتش توماس، على موعد لكتابة عمود «باي ذا واي» الشهير في صحيفة ذا غلوب. وشغل هذا المنصب حتى عام 1909. في نفس الوقت تقريبًا نشر روايته الأولى، قصة مدرسة تسمى المتسابقين، بشكل سلسلة غير مكتملة في مجلة بابليك سكول في أوائل عام 1902، وأُصدرت بالكامل في شهر سبتمبر. استقال من عمله في البنك في ذلك الشهر ليكرّس نفسه للكتابة بدوام كامل.
كان وودهاوس مفتونًا بأمريكا منذ طفولته، وتصوَّرها على أنها «أرض الرومانسية». تطلع لزيارة البلاد، وبحلول عام 1904 كان قد كسب ما يكفي من المال لهذه الزيارة. في أبريل أبحر إلى نيويورك، وقد أسعده ذلك إلى حد كبير. وأشار في مذكراته: «في نيويورك تستطيع أن تجمع الخبرة والمال في المستقبل ولكن لا شيء في الوقت الراهن». وسبب قوله هذا أن عدد الكتّاب البريطانيين ذوي الخبرة المباشرة في الولايات المتحدة قليل، وقد جلبت له مقالاته عن الحياة في نيويورك مالًا أكثر من المقالات العادية.

## روابط خارجية
- بي جي وودهاوس على موقع IMDb (الإنجليزية)
- بي جي وودهاوس على موقع الموسوعة البريطانية (الإنجليزية)
- بي جي وودهاوس على موقع ميوزك برينز (الإنجليزية)
- بي جي وودهاوس على موقع أول موفي (الإنجليزية)
- بي جي وودهاوس على موقع قاعدة بيانات برودواي على الإنترنت (الإنجليزية)
- بي جي وودهاوس على موقع قاعدة بيانات برودواي على الإنترنت (الإنجليزية)
- بي جي وودهاوس على موقع قاعدة بيانات الأفلام السويدية (السويدية)
- بي جي وودهاوس على موقع إن إن دي بي (الإنجليزية)
- بي جي وودهاوس على موقع أول ميوزيك (الإنجليزية)
- بي جي وودهاوس على موقع ديسكوغز (الإنجليزية)